# Moacyr Scliar
Moacyr Jaime Scliar (Porto Alegre, 23 marzo 1937 – Porto Alegre, 27 febbraio 2011) è stato uno scrittore e medico brasiliano.

## Biografia
Figlio di ebrei russi emigrati in Brasile, si laurea a Porto Alegre in medicina nel 1962 e nello stesso anno pubblica il suo primo libro Histórias de um Médico em Formação. Sei anni dopo, nel 1968, esce la sua seconda opera, O carnaval dos animais che dà il via a quella che si rivelerà una prolifica carriera letteraria che a tutt'oggi conta circa settanta pubblicazioni. Una delle peculiarità della produzione di Scliar è quella di spaziare attraverso i più disparati generi letterari: ha scritto romanzi, saggi, racconti, cronache giornalistiche e storie per l'infanzia. I suoi libri sono tradotti in dodici lingue e ogni nuova pubblicazione sorprende per l'originalità e conferma l'inesauribile vena creativa dell'autore che nel 2003 è stato eletto membro a vita dell'Accademia Brasiliana di Lettere.
Lo scrittore canadese Yann Martel ha preso spunto dalla storia raccontata da Scliar nel romanzo Piccola guida per naufraghi con giaguaro e senza sestante (Max e os Felinos, 1981) per il suo Vita di Pi (Life of Pi, 2001).
È scomparso nel 2011 all'età di 73 anni.

## Opere

### Romanzi
- A guerra no Bom Fim (1972)
- O exército de um homem só (1973)
- O ciclo das águas (1975)
- Os deuses de Raquel (1975)
- Mês de cães danados (1977)
- Doutor Miragem (1979)
- Os voluntários (1979)
- Il centauro nel giardino (O centauro no jardim, 1980)
- Piccola guida per naufraghi con giaguaro e senza sestante (Max e os felinos, 1981)
- A estranha nação de Rafael Mendes (1983)
- Cenas da vida minúscula (1991)
- Sonhos tropicais (1992)
- A majestade do Xingu (1997)
- La donna che scrisse la Bibbia (A mulher que escreveu a Bíblia, 1999)
- I leopardi di Kafka (Os leopardos de Kafka, 2000)
- Na Noite do Ventre, o Diamante (2005)

### Raccolte di racconti
- O carnaval dos animais (1968)
- A balada do falso Messias (1976)
- Histórias da terra trêmula (1976)
- O anão no televisor (1979)
- Dez contos escolhidos (1984)
- Os melhores contos de Moacyr Scliar (1984)
- O olho enigmático (1986)
- L'orecchio di Van Gogh (A orelha de Van Gogh, 1989)
- Contos reunidos (1995)
- O amante da Madonna (1997)
- Os contistas (1997)
- Histórias para (quase) todos os gostos (1998)
- Pai e filho, filho e pai (2002)

### Storie per l'infanzia
- Cavalos e obeliscos (1980)
- A festa no castelo (1982)
- Memórias de um aprendiz de escritor (1984)
- No caminho dos sonhos (1988)
- O tio que flutuava (1988)
- Os cavalos da República (1989)
- Pra você eu conto (1991)
- Uma história só pra mim (1994)
- O Rio Grande farroupilha (1995)
- Um sonho no caroço do abacat (1995)
- Câmera na mão, o Guarani no coração (1998)
- A colina dos suspiros (1999)
- Livro da medicina (2000)
- O mistério da Casa Verde (2000)
- O ataque do comando P.Q. (2001)
- Aquele estranho colega, o meu pai ( 2002)
- Éden-Brasil (2002)
- O irmão que veio de longe (2002)
- O sertão vai virar mar (2002)
- Navio das cores (2003)
- Nem uma coisa, nem outra (2003)
- Bruxas não existem

### Cronache giornalistiche
- A massagista japonesa (1984)
- Um país chamado infância (1989)
- Dicionário do viajante insólito (1995)
- Minha mãe não dorme enquanto eu não chegar (1996)
- O imaginário cotidiano (2001)
- A língua de três pontas: crônicas e citações sobre a arte de falar mal (2002)

### Saggi
- A condição judaica (1987)
- Do mágico ao social: a trajetória da saúde pública (1987)
- Cenas médicas (1988)
- Se eu fosse Rotschild (1993)
- Judaísmo: dispersão e unidade (1994)
- A paixão transformada: história da medicina na literatura (1996)
- Oswaldo Cruz (1996)
- Meu filho, o doutor: medicina e judaísmo na história, na literatura e no humor (2000)
- Porto de histórias: mistérios e crepúsculos de Porto Alegre (2000)
- A face oculta: inusitadas e reveladoras histórias da medicina (2000)
- A linguagem médica (2002)
- Oswaldo Cruz & Carlos Chagas: o nascimento da ciência no Brasil (2002)
- Judaísmo (2003)
- Saturno nos trópicos: a melancolia européia chega ao Brasil (2003)
- Um olhar sobre a saúde pública (2003)

### Altro
- Histórias de um Médico em Formação (1962)